# Haworthia schoemanii
Haworthia schoemanii är en grästrädsväxtart som beskrevs av M. Hayashi. Haworthia schoemanii ingår i släktet Haworthia och familjen grästrädsväxter. Inga underarter finns listade i Catalogue of Life.